# گیوم ژیل
گیوم ژیل (فرانسوی: Guillaume Gille‎؛ زادهٔ ۱۲ ژوئیهٔ ۱۹۷۶) بازیکن هندبال اهل فرانسه است.
وی همچنین برندهٔ جوایزی همچون لژیون دونور (شوالیه) شده‌است.